# Reichspost-Fernsehgesellschaft

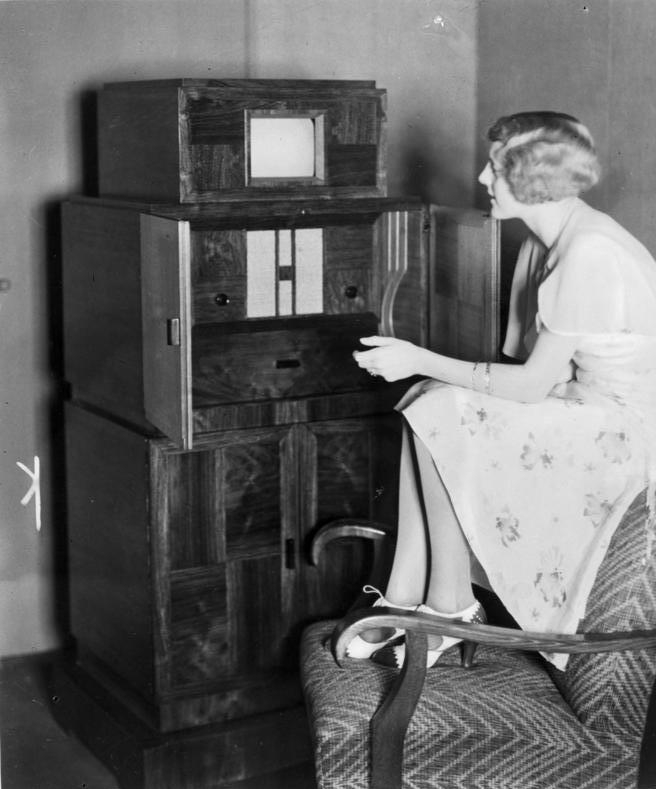
Kombinierter Fernseh- und Rundfunkempfänger der Firma Telefunken von 1933.

Die Reichspost-Fernsehgesellschaft (RFG) wurde am 14. August 1939 von der Reichspost als eine Körperschaft des öffentlichen Rechts gegründet. Sie übernahm am 1. September 1939 den Aufnahme- und Vorführdienst der Reichs-Rundfunk-Gesellschaft (RRG). Der alleinige Geschäftsführer der Gesellschaft war Friedrich Stumpf, der auch 5 % der Gesellschaftsanteile hielt. Die restlichen 95 % wurden von der Reichspost gehalten.
Die Gesellschaft war für die technische Abwicklung des Sendebetriebes im Deutschen Reich zuständig. Hierbei herrschten im Sommer des Jahres 1939 optimistische Pläne, das Fernsehen der breiten Öffentlichkeit zur Verfügung zu stellen. Durch den Beginn des Zweiten Weltkriegs wurden diese Pläne aber nicht vollständig realisiert.

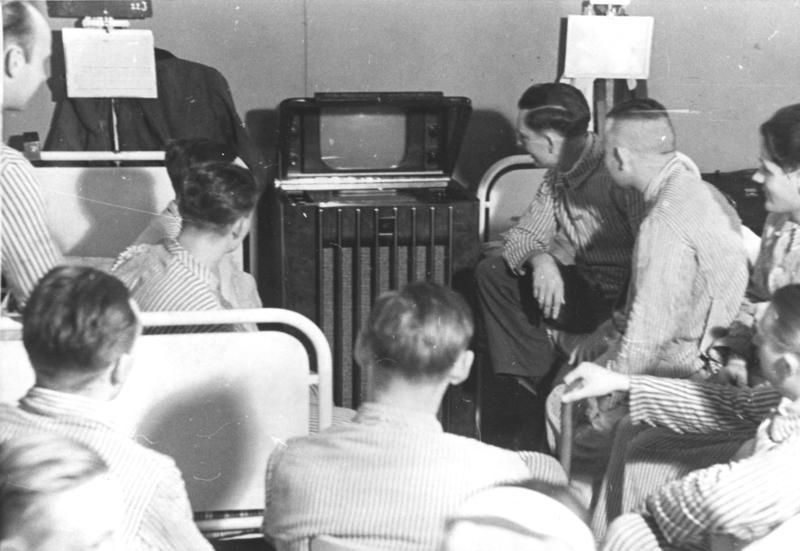
Originaltext von 1942: Das Fernsehen in den Lazaretten. Eine kleine Abwechslung für die Verwundeten bietet der Fernsehapparat auf der Krankenstube. Die deutsche Reichspost stellt, um bettlägerige und nicht ausgehfähige Verwundete neben Rundfunk und vereinzelten Filmvorführungen auch an dem laufenden Kulturleben teilnehmen zu lassen, in Kürze in den Berliner Lazaretten weitere Fernsehempfänger auf.

Die Fernsehgesellschaft hatte zu Beginn etwa 100 Mitarbeiter und wuchs bis ins Jahr 1942 auf 150 Mitarbeiter. Zusätzlich kamen rund 90 Mitarbeiter des Studios in Paris hinzu, das im Jahr 1942 eröffnet wurde. In Paris kümmerten sich die Mitarbeiter um die technische Seite der Übertragung des ab Juni 1943 gesendeten Fernsehsenders Paris. Die inhaltliche Arbeit erfolgte durch rund 300 Mitarbeiter der Reichs-Rundfunk-Gesellschaft.
Neben der Abwicklung und Weiterentwicklung des Fernsehbetriebes hatte die RFG seit Ausbruch des Krieges die Aufgabe, kriegswichtiges Gerät zu entwickeln. Unter anderem sollte die Kommunikation des Militärs verbessert werden. Aber es wurde auch geprüft, ob die Fernsehtechnik für die Luftaufklärung verwendet werden könne. Außerdem sollte ein Nachtjägerverfahren entwickelt werden, das feindliche Flugzeuge erkennt und meldet. Zudem wurde in den Laboratorien an einem Fernsehtorpedo und einer fernsehgesteuerten Gleitbombe gearbeitet.
Die Gesellschaft bestand über das Ende des Krieges hinaus und wurde am 1. Oktober 1948 vom NWDR übernommen.